# Transit à Saïgon
Transit à Saïgon est un film français réalisé par Jean Leduc, sorti en 1963.

## Fiche technique
- Titre : Transit à Saïgon
- Réalisation : Jean Leduc
- Scénario et dialogues : Jean Leduc et Jacques Tournier
- Photographie : André Villard
- Montage : Geneviève Vaury
- Musique : Dino Castro
- Sociétés de production : Les Films de l'Olivier - Ceres Films
- Pays d'origine :  France
- Durée : 91 minutes
- Date de sortie : France, 15 mai 1963

## Distribution
- Pierre Massimi : Jean
- Odile Versois : Nicole
- Linh Xuan : Vân
- René Laporte
- Simone Cuq
- Rosine Hong